# Shukrullo
Shukrullo (seudónimo de Shukrullo Yusupov) (Taskent, 2 de septiembre de 1921 - Taskent, 19 de julio de 2020) fue un poeta uzbeko.
Shukrullo Yusupov nació el 2 de septiembre de 1921 en Tashkent, en el mahallah (barrio) de Olmazor. Su padre, Yusufkhodzha, fue uno de los escritores y curanderos más famosos de la ciudad.
En 1938, se graduó de la Escuela Pedagógica, y comenzó a impartir clases en Karakalpakistán. En 1944, después de titularse del Instituto Pedagógico, realizó estudios de posgrado en la Universidad Estatal de Asia Central (actual Universidad Nacional de Uzbekistán), especializándose en literatura extranjera. Desde 1946, pasó a ser miembro del Sindicato de Escritores de la RSS de Uzbekistán. En 1949, publicó su primera colección de poemas, titulado La ley de la felicidad. 
En 1949, Shukrullo fue arrestado junto con varios escritores y poetas célebres uzbekos, como Hamid Suleiman, Mirzakolon Ismaili, Shukhrat, los hermanos Alimukhamedov y Mahmud Muradov, entre otroas. La investigación duró 15 meses y en 1951, fue declarado culpable bajo los cargos de actividades nacionalistas y antisoviéticas, y condenado a 25 años de cárcel y 5 descalificaciones. Fue recluido en el campo de prisioneros de Gorlag, en donde participó en el alzamiento de Norilsk, ocurrido entre mayo y agosto de 1953. Shukhrat, Mirzakalon, Hamid Suleiman recibieron las mismas condenas que él. En septiembre de 1954, fue enviado a Taskent para la revisión del caso, y hacia finales de ese año e inicios de 1955, fue puesto en libertad. Su detención, juicio y estadía en el campo de prisioneros fueron descritos en su autobiografía titulada Enterrado sin un sudario, el cual fue publicado recién tras la desintegración de la Unión Soviética en 1991. 
Su poesía ha sido traducida en varios idiomas, y han aparecido en revistas y antologías. Fue premiado con el Premio Hamza de Uzbekistán, y con el título de Poeta del Pueblo de Uzbekistán.